# Konary (powiat sandomierski)

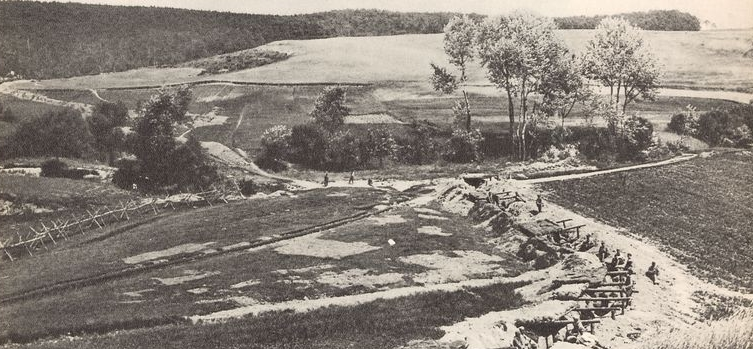
Okopy pod Konarami - pozycje I Brygady Legionów Polskich

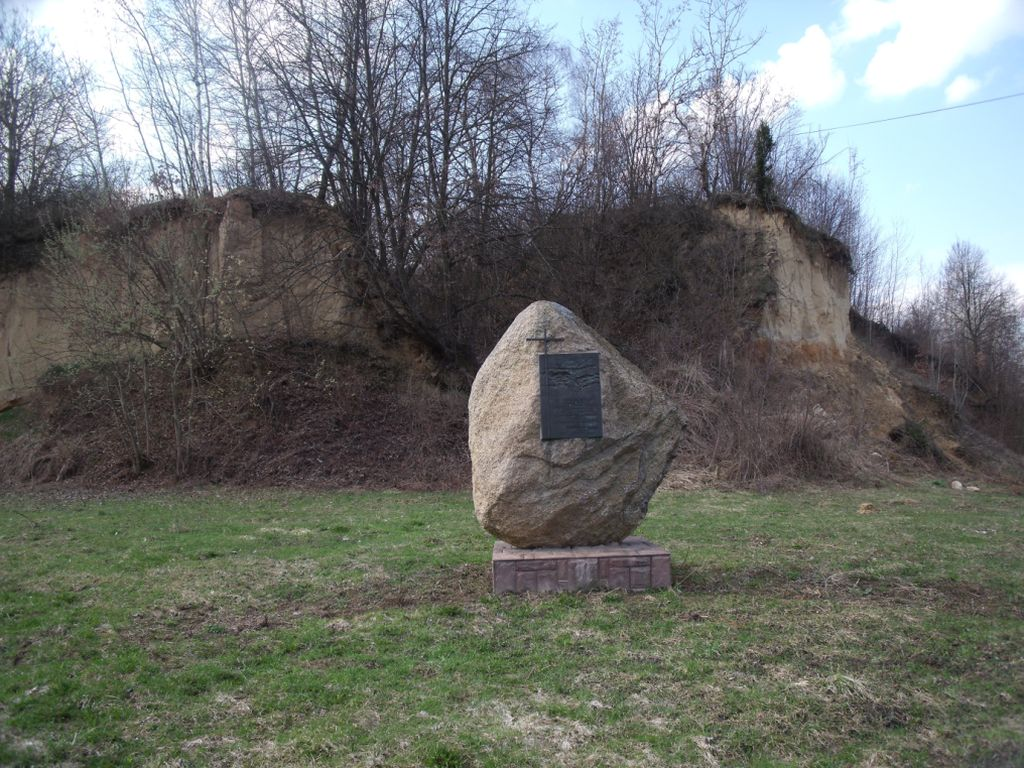
Pomnik upamiętniający Bitwę pod Konarami

Konary – wieś w Polsce położona w województwie świętokrzyskim, w powiecie sandomierskim, w gminie Klimontów.Leży przy drodze wojewódzkiej nr 758.
W latach 1975–1998 miejscowość należała administracyjnie do województwa tarnobrzeskiego.

## Nazwa wsi
Według legendy nazwa wsi pochodzi od rycerza o nazwisku Konar, założyciela wsi.
Natomiast wg St. Chmielnickiego wieś pierwotnie nazywała się Koniary, od hodowli koni.

## Historia
Według legendy rycerz Konar w XIII wieku wybudował tu swoją obronną siedzibę i w jego pobliżu założył osadę. Pierwsza wzmianka o wsi pochodzi z 1355 roku, kiedy Konary stanowiły własność rodu Słupeckich herbu Rawicz. Z tej rodziny pochodzili kolejni jej właściciele Sięgniew ze Słupczy, a potem jego syn Grot ze Słupczy. W 1403 roku po raz pierwszy wzmiankowano istnienie w Konarach zamku, który był siedzibą wspomnianego Grota zajmującego się wtedy rozbójnictwem. Jan Długosz napisał, że Grot zabił w 1396 roku kasztelana wiślickiego Jana Ossolińskiego, w związku z czym król Władysław Jagiełło wysłał przeciwko Grotowi rycerzy, którzy zburzyli zamek, a Grot ze Słupczy został skazany na wygnanie. W 1508 roku jako właściciel wsi wymieniany jest Jan Słupecki. W XVII wieku jako właściciel wsi wymieniany jest Aleksander Słupecki, do którego również należał Pniów, Wrzawy i Krzaki.
W XVIII wieku wieś należała do Michała Sołtyka herbu Sołtyk kasztelana wiślickiego, kuzyna biskupa krakowskiego Kajetana Sołtyka.
Kolejnymi właścicielami wsi byli Reklewscy herbu Gozdawa. W 1863 roku jako właściciel wsi wymieniany jest Zdzisław Reklewski, uczestnik powstania styczniowego. Był on ostatnim właścicielem wsi.  W 1864 w wyniku uwłaszczenia chłopów przeprowadzonego na mocy ukazu cara Aleksandra II Romanowa mieszkańcy Konar stali się właścicielami posiadanej ziemi i budynków. Przed śmiercią Reklewski rozparcelował dworskie grunty pomiędzy poddanych. Pozostał po nim drewniany dwór, spalony w trakcie walk w 1915 roku oraz stary park wycięty przez następnego właściciela.
Od 16 do 25 maja 1915 I Brygada Legionów toczyła bitwę pod Konarami. Bitwę upamiętnia pomnik przy drodze 758, w okolicy (Góry Pęchowskie) znajduje cmentarz żołnierzy Legionów poległych w bitwie.
W 1921 roku wieś liczyła 69 domów i 456 mieszkańców. Dodatkowo folwark Konary liczył 1 dom i 5 mieszkańców. W 1921 roku został rozparcelowany folwark. Nowy nabywca wyciął w tym samym roku piękny park.
Przed 1929 rokiem we wsi założono Kółko Rolnicze, Ochotniczą Straż Pożarną oraz jednoklasową szkołę podstawową.
W okresie okupacji niemieckiej wielu mieszkańców Konar należało do Batalionów Chłopskich i prowadziło walkę z reżimem okupacyjnym. W 2006 wzniesiono pomnik poświęcony partyzantom Batalionów Chłopskich.

## Turystyka
Przez wieś przechodzi  czerwony szlak turystyczny z Gołoszyc do Piotrowic.
Przez obrzeża wsi przepływa rzeka Koprzywianka, w której żyją pstrągi.

## Zabytki
- Ruiny rycerskiego zamku – zachowały się fragmenty murów i dolnych części budowli. Pozostałości zamku wpisane są do rejestru zabytków nieruchomych: nr rej.: A.682 z 31.05.1983[12].